# Koromlak
Koromlak (1899-ig Korumlya, szlovákul: Koromľa) község Szlovákiában, a Kassai kerület Szobránci járásában.

## Fekvése
Szobránctól 10 km-re délkeletre, a Koromlaki patak partján fekszik. Tengerszint feletti magassága 215 és 850 m között váltakozik.

## Nevének eredete
A hagyomány szerint neve a magyar korom főnévből ered és a falu szénégetőire utal. A szlovák név is a magyarból származik.

## Története
A falut a nagymihályi uradalom területén a 14. század első felében alapították, de területén már a bronzkorban is éltek emberek. 1337-ben említik először, amikor nagymihályi András fia Jakov és Jakov fia László azért tiltakoztak Ung, Bereg és Szabolcs vármegyék közös kongregációján, mert Ung megye alispánja és Drugeth Vilmos várnagya a vlach jog alapján a koromlyai területre ruszin pásztor lakosságot telepített be. 1365-ben „Korumlia”, 1366-ban „Korumlya” a település neve. A falu – melynek élén a kenéz állt – 1373-ban a Drugethek birtoka és a tibai váruradalom része lett. 1418-ban „Koromlya”, 1437-ben „Koromplya” alakban említik. Egy 1454-ben kelt okirat megemlíti a régi falusi bíró, a scultetus soltész malmát. Lakói főként mezőgazdasággal, favágással, szénégetéssel foglalkoztak. Anyakönyveit 1766-tól vezetik, plébániája 1771-ben már létezett.
A 18. század végén, 1799-ben Vályi András így ír róla: „KORUMLYA. Oláh falu Ungvár Várm. földes Ura G. Sztárai Uraság, lakosai többnyire ó hitűek, fekszik Tibéhez nem meszsze, és annak filiája, határbéli földgye jó, vagyonnyai külömbfélék.”
Fényes Elek 1851-ben kiadott geográfiai szótárában így ír a faluról: „Korumlya, Ungh vmegyében, orosz falu, Ungvárhoz északra 2 órányira: 23 római, 354 g. kath., 29 zsidó lak. Gör. kath. paroch. templom. Hegyes határ. Nagy erdő. F. u. gróf Sztáray örök. Horváth, s m.”
A trianoni diktátumig Ung vármegye Ungvári járásához tartozott, majd az újonnan létrehozott csehszlovák államhoz csatolták. 1938 és 1945 között ismét Magyarország része.

## Népessége
| Év:            | 1994. | 2004.   | 2014.    | 2024.   |
| -------------- | ----- | ------- | -------- | ------- |
| Emberek száma: | 509   | 521     | 445      | 404     |
| Eltérés:       |       | +2,35 % | -14,58 % | -9,21 % |

| Év:            | 2023. | 2024.   |
| -------------- | ----- | ------- |
| Emberek száma: | 402   | 404     |
| Eltérés:       |       | +0,49 % |

1910-ben 636, többségben szlovák anyanyelvű lakosa volt, jelentős német kisebbséggel.
2003-ban 538 lakosa volt.
2011-ben 481 lakosából 410 szlovák.

## Nevezetességei
- Mihály arkangyal tiszteletére szentelt görögkatolikus temploma.